# رود تورتسا
رود تورتسا (انگلیسی: Tvertsa) یک رودخانه در استان تور کشور روسیه است.